# Aós
Aós (en euskera y oficialmente Aos) es un concejo y localidad española del municipio de Lónguida, perteneciente a la Comunidad Foral de Navarra.

## Toponimia
Según Mikel Belasko, se trataría de Aio + -oz, es decir, un nombre de persona junto a un sufijo que indica propiedad, típico de zonas vascohablantes, como ocurre en Leoz o Urroz, entre otros muchos. Alfonso Irigoyen explica como de Aionis, genitivo latino de Aio, evoluciona a Aiois > Aioiz > Aois > Aos.
La grafía del topónimo ha evolucionado con el tiempo: Aossx (1101), Aoz (1111), Ahox (1268), Aos (1330), Aos (1534), Aos (1767), Aos (1829)...
Este topónimo está estrechamente relacionado con el vecino Aoiz (Agoitz en euskera), y en ocasiones aparece incluso escrito como Agos.
Según las normas ortográficas del castellano, se debe escribir Aós en esta lengua, con acento en la o, al ser una palabra aguda bisílaba. En euskera, sin embargo, pese a tener la misma pronunciación no se coloca ningún acento: Aos. Esto se debe a que en aquel idioma no existen los acentos gráficos. La única forma oficial en la actualidad es la vasca, es decir, Aos.

## Historia
Hacia mediados del siglo XIX, el lugar, ya por entonces perteneciente a Lónguida, tenía contabilizada una población de 51 habitantes. Aparece descrito en el primer volumen del Diccionario geográfico-estadístico-histórico de España y sus posesiones de Ultramar de Pascual Madoz con las siguientes palabras:

AGOS: l. del valle y ayunt. de Longuida, prov., aud. terr. y c. g. de Navarra, merind. y part. jud. de Sangüesa (4 leg.) dióc. de Pamplona, arciprestazgo de Ibargoiti. Sit. en una pequeña altura á la marg. izq. del r. Irati sobre el cual hay un puente. Batenle todos los vientos, y disfruta de clima saludable. Tiene 9 casas útiles y 4 arruinadas, y una igl. parr. bajo la advocacion de S. Estevan, servida por un cura párroco. Confina el term. por N. á 1/2 leg. con el de Villaveta, por E. á igual dist. con el de Villanueva, y á 1/8 con el de Ayanz, por S. á 0°7' con el Irati, y por O. con el térm. de Zuza á 1/2 leg. y con el de Zuasti á 1/4. El terreno es de buena calidad; comprende un monte, donde se crian muchos robles y escelentes pastos para el ganado: la parte abierta al cultivo abunda en viñedos, y sembradura. Prod. trigo, avena, cebada, centeno, legumbres, y bastante vino. Pobl. 10 vec.: 51 alm. Contr. con el valle de Longuida.
(Madoz, 1845, p. 107)

En 2023, la entidad singular de población tenía empadronados 54 habitantes, y el núcleo de población también 54.